# Jeanne Granier
Jeanne Granier (Parigi, 31 marzo 1852 – Parigi, 19 dicembre 1939) è stata un soprano francese.

## Biografia
Jeanne Granier fu allieva di Madame Barthe-Banderali, studiò sia l'opéra-comique che la musica italiana. Il suo debutto avvenne nel 1873 al Théâtre de la Renaissance, sostituendo con breve preavviso Louise Théo nei panni di Rose Michon nell'apertura de La jolie parfumeuse. Notata così da Offenbach, creò Giroflé-Girofla (prima di Parigi), ruolo principale in La Marjolaine, ruolo principale in Le petit duc, Janot, Ninella, Mme le Diable, Belle Lurette e Fanfreluche.
È diventata per un periodo di 20 anni una delle più grandi star musicali di Parigi, dotata sia come attrice che come cantante cui ammiratori includevano Edoardo VII.
Jeanne Granier è citata in À la recherche du temps perdu di Proust.
Per la riapertura di gala de La Vie de Bohème al Théâtre de l'Odéon nel 1875, Granier apparve nell'atto I come Musette, cantando "La Jeunesse et l'amour" (con parole di Meilhac e musiche di Massenet); allo stesso modo una canzone per Esmeralda "Mon père est oyseau, ma mère est oyselle" fu composta da Massenet nel 1879 per l'apparizione di Alice LODY, come Esmeralda, a Notre-Dame de Paris. Il 15 ottobre 1876, apparve in una performance di beneficenza di Berengère et Anatole al Théâtre de la Renaissance.

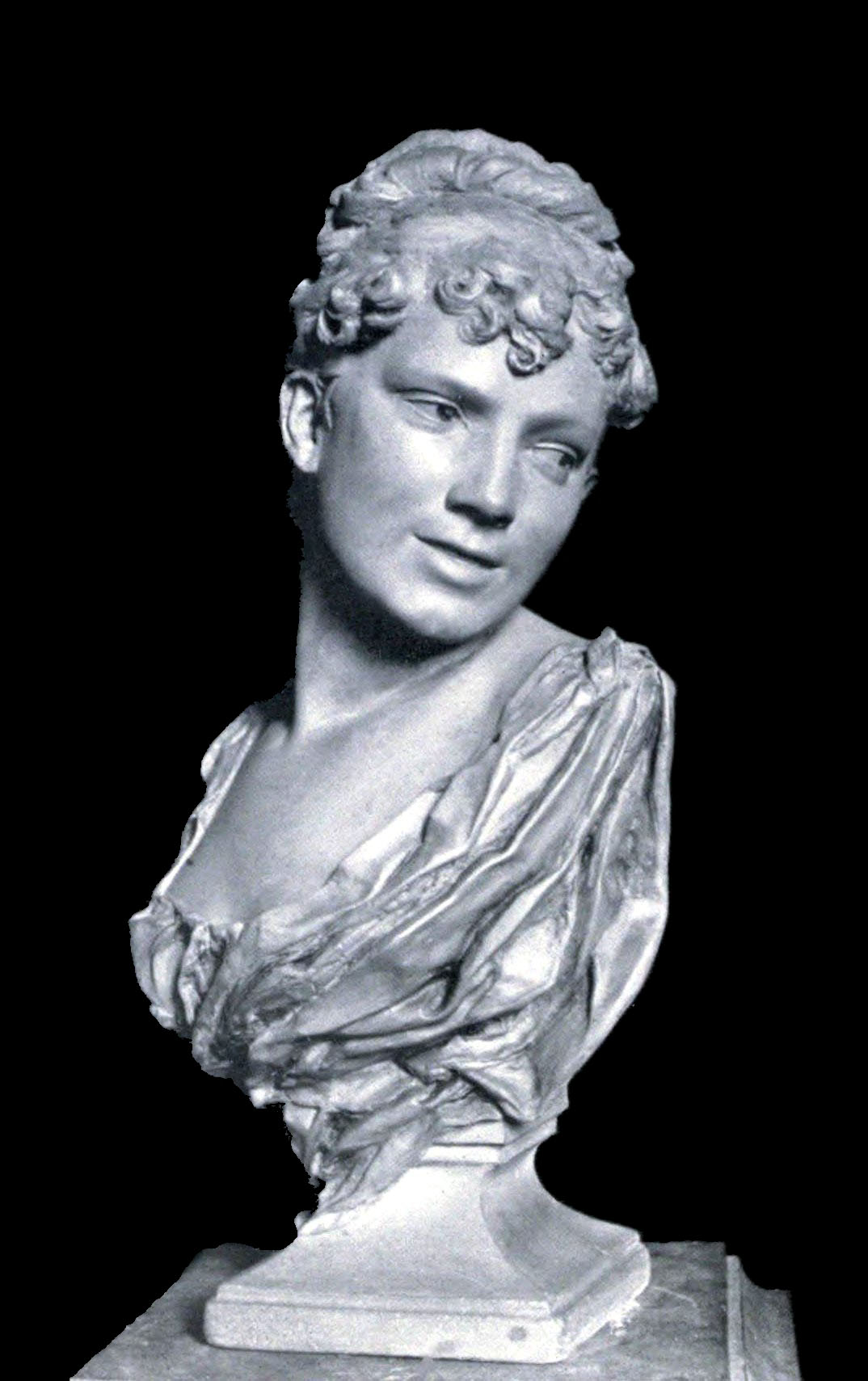
Busto di Granier di Francis de Saint-Vidal.

Il ruolo del protagonista in Le petit Duc di Lecocq divenne una sorta di ruolo caratteristico per Granier; non solo apparve nella prima il 25 gennaio 1878 al Théâtre de la Renaissance, ma cantò anche la parte in revival in quel teatro nel 1879, 1881 e 1883; poi apparve con José Dupuis in produzioni all'Éden-Théâtre nel 1888 e al Théâtre des Variétés nel 1890.

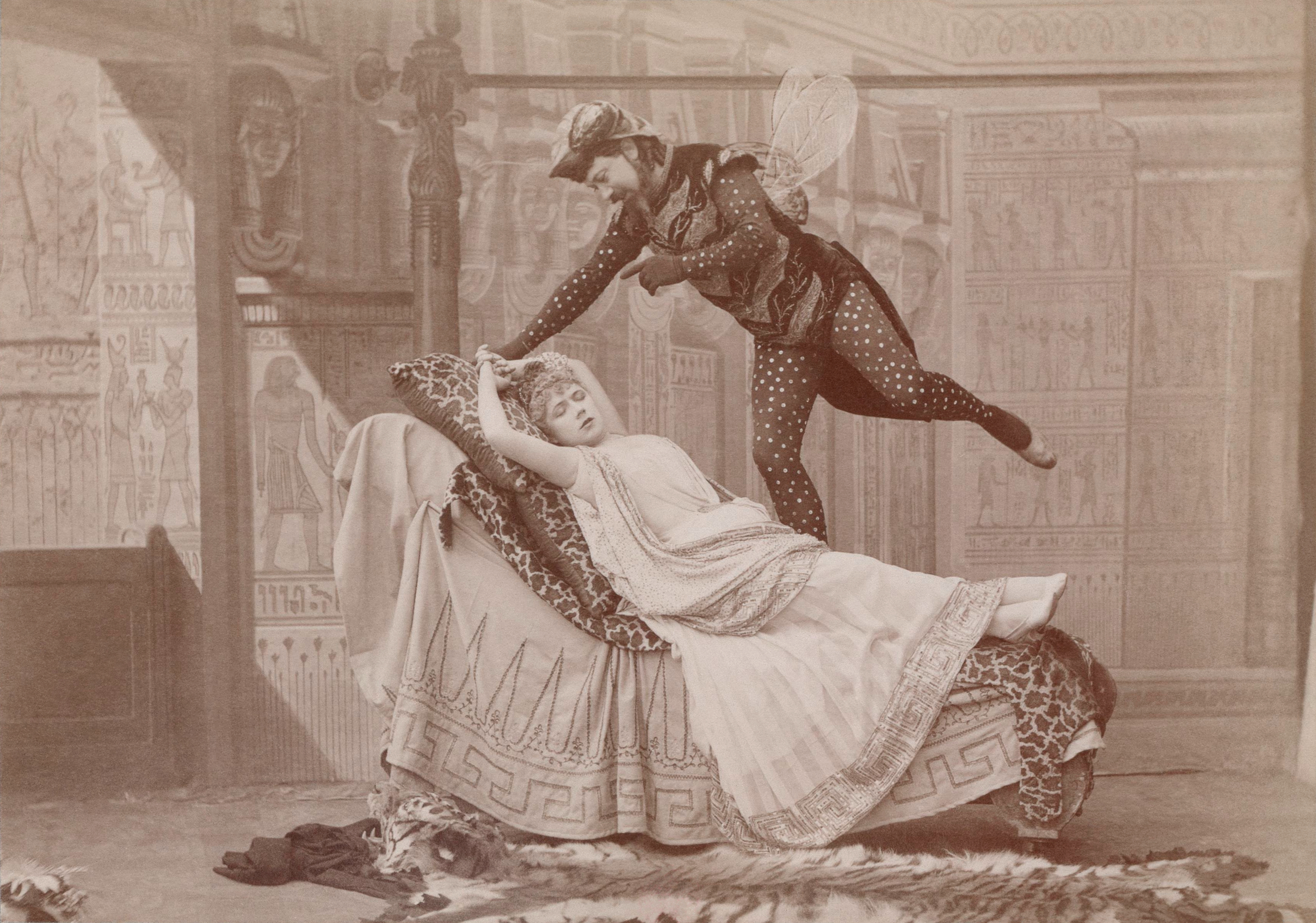
Come Euridice nella rinascita del 1887 di Orfeo negli Inferi

Al Théâtre des Variétés Jeanne Granier apparve in ruoli importanti nei revival di La belle Hélène, Barbe-bleue e La Grande-Duchesse de Gérolstein. Le sue altre prime in vari teatri parigini includevano Mlle Gavroche (ai Variétés), Jacquette-Jaquet a La Béarnaise (Bouffes), Therèse a La cigale et la fourmi (Gaité) e Les saturnales (Nouveautés).
Chabrier dedicò la sua canzone del 1889 "Ballade des gros dindons" a Jeanne Granier.
Le apparizioni teatrali successive includevano Joujou di Henri Bernstein al Théâtre du Gymnase nel 1902, L'Habit vert di Robert de Flers e Gaston Arman de Caillavet al Théâtre des Variétés nel 1912, Le Ruisseau di Pierre Wolff al Théâtre de la Porte Saint- Martin nel 1913 e Madame di Abel Hermant e Alfred Savoir al Théâtre de la Porte Saint-Martin nel 1914.